# It’s Called a Heart
It’s Called a Heart – singel grupy Depeche Mode. Nagrań live dokonano podczas koncertu w Bazylei w Szwajcarii (30 listopada 1984).

## Wydany w krajach
- Australia (7", 12")
- Belgia (CD)
- Brazylia (CD)
- Filipiny (7", 12")
- Francja (7", 2x12", CD, MC)
- Grecja (12")
- Hiszpania (7")
- Holandia (7", 12", 2x12")
- Kanada (12")
- Niemcy (7", 12", 2x12", CD)
- RPA (7")
- Unia Europejska (CD)
- USA (12", CD)
- Wielka Brytania (7", 12", CD, MC)
- Włochy (7", 12", 2x12", MC)

## Informacje
- Nagrano w Genetic Studios Londyn (Wielka Brytania)
- Produkcja Depeche Mode, Gareth Jones i Daniel Miller
- Teksty i muzyka Martin Lee Gore

## WydaniaMute
- BONG 9 wydany kiedy
  1. It’s Called a Heart
  2. Fly on the Windscreen

- 7 BONG 9 wydany 16 września 1985
  1. It’s Called a Heart – 3:48
  2. Fly on the Windscreen – 5:03

- 12 BONG 9 wydany 1985
  1. It’s Called a Heart (Extended) – 7:19
  2. Fly on the Windscreen (Extended) – 7:47

- D12 BONG 9 wydany 1985
  1. It’s Called a Heart (Extended) – 7:19
  2. Fly on the Windscreen (Extended) – 7:47
  3. It’s Called a Heart (Slow Mix) – 4:49
  4. Fly on the Windscreen (Death Mix) – 5:06

- CD BONG 9 wydany 1991
  1. It’s Called a Heart – 3:50
  2. Fly on the Windscreen – 5:05
  3. It’s Called a Heart (Extended) – 7:20
  4. Fly on the Windscreen (Extended) – 7:49
  5. Fly on the Windscreen (Death Mix) – 5:07